# Cambio 90
Cambio 90 (lett. "Cambiamento 90") era un partito politico peruviano di destra che si è unito al quadro politico nazionale nei primissimi anni '90 per poi diventare la più potente forza politica tra il 1990 e il 2000. Servì come strumento principale per l'elezione di Alberto Fujimori alla presidenza. 

## Storia
Nel 1989 Alberto Fujimori dichiarò la sua corsa alla presidenza. Percepito come un outsider dai partiti politici e sconosciuto da una gran parte della popolazione, Cambio 90 tentò con successo di costruire l'immagine di Fujimori come l'unico candidato in grado di sconfiggere l'avversario Mario Vargas Llosa (che si candidò su posizioni neoliberali). 
Durante il periodo delle elezioni, il partito crebbe enormemente, fino a contare 200.000 membri, desiderosi di conoscere a fondo Fujimori e le sue proposte, al tempo vaghe, centriste e inefficienti. Lo stesso Fujimori espresse preoccupazione per le politiche neoliberali di Llosa, che invece attuò in maniera aggressiva una volta eletto alla presidenza. 
Dopo aver vinto le elezioni con il 62% al secondo turno, Cambio 90 ottenne un'importante vittoria politica ottenendo il controllo del Congresso Nazionale. Tuttavia, i primi scontri tra Fujimori e il partito cominciarono nel 1991, quando la leadership divenne delusa a causa delle rapidissime riforme economiche che alzarono i prezzi del 300%. 
A causa dell'ingente opposizione del Congresso, Fujimori, assieme alle forze armate, attuò un colpo di stato nel 1992 per destituire il congresso e riformare il sistema giudiziario. Il partito ormai entrò sotto il controllo di politici leali al presidente, che entreranno a far parte del Consiglio Costituente per creare la nuova costituzione. Nel 2000, Fujimori rassegnò le dimissioni e fuggì in Giappone. Il partito non cessò le operazioni e rimase attivo fino al 2013 quando la maggioranza dei membri entrò nel nuovo partito della figlia di Fujimori, Keiko.